# Lemeški kulen
Lemeški kulen je kulinarski specijalitet iz bačkog sela Lemeša, Vojvodina. Iz kulinarske je tradicije bačkih Hrvata.
Osobitosti lemeškog kulena uz sve spomenute sastojke i načine pripreme uvjetuju zemljopisni uvjeti, insolacija, mjesni vjetrovi i podneblje.
Lemešani od 2006. održavanju gastronomski festival Lemeški kulen fest, u organizaciji Udruge Lemeški kulen krajem lipnja. Manifestaciju pomaže Pokrajinsko tajništvo za poljodjelstvo, vodoprivredu i šumarstvo. Program obuhvaća prodajnu izložbu i kulturno-umjetnički program uz tamburašku glazbu, a manifestacija se održava u Domu kulture u Lemešu.
Lemeški kulen je predstavljen na 10. međunarodnom festivalu pršuta u Hrvatskoj u općini Tinjan, Istra.

## Odabir i priprema mesa
Priprema ga se kada je sezona klanja svinja, od kojih se spravljaju još i razni drugi trajni i polutrajni proizvodi ( čvarci, švargle, krvavice, kobasice, šunke itd.). Za pripremiti dobar kulen potrebno izabrati svinjsko meso. Svinjetina ne smije biti previše masna, a ni previše krta. Potom se meso usitnjava. U davna vremena rezalo ga se na sitne komadiće. Danas ga se melje u stroju za mljevenje mesa s rupama promjera 8 mm.

## Dodavanje začina
Izmjljevenom i izmjerenom mesu 2,2% obične kuhinjske soli i 4 do 5 % dobre, birane i posebno obrađene lemeške mljevene paprike. Mještani organoleptički mirisom i okusom odabiru pravu mljevenu papriku za svoj kulen. Stavi se začine i dobru umijesi smjesa. Miješanje je ručno ručno u posudi koja svojom veličinom treba odgovarati količini odmjerenog mljevenog mesa da bi masa bila ravnomjerno izmiješana. Potrebno je znati kad je došao pravi trenutak kad treba prekinuti s miješanjem, tj. kad je kulen "dobro umišan". Pravi majstor izrade na kraju ipak sam ili više prisutnih majstora kušaju smjesu te ako im osjetilo okusa naloži, daju svoj sud te doda se još malo paprike ili soli ili pak ništa više ne doda.

## Punjenje
Smjesa kad prođe sva moguća testiranja spremna je za punjenje. Smjesom se puni dobro očišćeno i posebno pripremljeno svinjsko slijepo crijevo. Crijevo se puni krajnje pažljivo i vrlo čvrsto, da ne bi ni malo zraka ostalo unutar kulena. Zrak u kulenu ostavlja katastrofalne posljedice po sam kulen. Kvalitetno napunjeno crijevo zatvara se i vezuje pomoću konopa debljine oko 3 mm kojim se istovremeno i oplete kulen da bi ga držao kroz naredni vremenski period.

## Dimljenje
Netom napunjeni lemeški kulen odstoji ovako još 24 sata. Zatim ga se stavlja u pušnicu, malu prostorijue gdje se laganim izgaranjem drva stvara dim kojim se dimi kulen. Dimi se lagano, hladnim dimom i uz prekide. Koliko i kako znade svaki Lemešan, a postupak važi kao tajna. Drvo koje se u izgaranju koristi je bagrem, najzastupljeniji u lemeškim prostorima. Važno je odabrati pravi komad bagremovog drva. Kad je kulen odimljen kako treba, "dobro upušit", kako bi Lemešani rekli, spreman je za sušenje i dozrijevanje.

## Zrenje
Za sušenje i dozrijevanje služi "komara", neki danas kažu da je to špajz ili ostava. Radi se o prostoriji u kući od naboja vrlo debelih zemljanih zidova s vratima na jednom i burdžom (vrlo uskim otvorom) na drugom kraju i zemljanim podom u kojoj vlada polutama. Sve do modernih vremena, u Lemešu su takve bile sve ostave ili špajzovi. Zrenje traje najmanje tri do četiri meseca. Kulen može stajati godinu dana, pa i duže.

## Vanjske poveznice
- Facebook Lemeški kulen
- Roštiljanje  Arhivirana inačica izvorne stranice od 29. studenoga 2016. (Wayback Machine) Gastronomske manifestacije: Lemeški kulen fest 2013.
- Radio televizija Vojvodine, Facebook Održan 10. Lemeški kulen fest